# Sphaeroma walkeri
Sphaeroma walkeri är en kräftdjursart som beskrevs av Stebbing 1905. Sphaeroma walkeri ingår i släktet Sphaeroma och familjen klotkräftor. Inga underarter finns listade i Catalogue of Life.